# Тронн Андерсен
Тронн Андерсен (норв. Trond Andersen; нар. 6 січня 1975, Крістіансунн) — норвезький футболіст, що грав на позиції захисника. По завершенні ігрової кар'єри — футбольний тренер.

## Клубна кар'єра
Молодіжну кар'єру провів у клубі «Клаусененген», де виступав з Уле Гуннар Сульшером, і разом з ним на початку 1995 року перейшов в «Молде». Андерсен грав в клубі з Тіппеліги до літа 1999 року, а потім був проданий в англійський «Вімблдон» прямо перед матчем «Молде» з «Мальоркою» в третьому кваліфікаційному раунді Ліги чемпіонів. Головний тренер норвезького клубу, Ерік Бракстад, 2011 року сказав, що якщо клуб не продав би свого кращого гравця (Андерсена), то «Мольде» міг вийти до першого группого етапу в Лізі чемпіонів 1999/00.
Тренером «Вімблдона» на цей момент був норвежець Егіль Ульсен, який підписав п'ять норвежців, але Андерсен став єдиним, хто затримався в команді і продовжив грати після того, як Ульсен покинув клуб. «Вімблдон» же за підсумками першого сезону 1999/00 вилетів з Прем'єр-ліги, але Тронн виступав за клуб протягом трьох наступних сезонів на другому рівні в Англії.
Після чотирьох сезонів у Англії влітку 2003 року Андерсен переїхав до Данії, де грав за «Ольборг» у Суперлізі. У вересні 2005 року перейшов до складу «ворогів» «Ольборга» — «Брондбю». У квітні 2006 року він страждав від травми коліна. Не оговтавшись до березня 2007 року розглядав завершення кар'єри, але залишився в команді до 2008 року, хоча так і не виходив на поле.

## Виступи за збірні
1992 року дебютував у складі юнацької збірної Норвегії, взяв участь у 14 іграх на юнацькому рівні, відзначившись 2 забитими голами.
Протягом 1996—1998 років залучався до складу молодіжної збірної Норвегії. На молодіжному рівні зіграв у 30 офіційних матчах, забив 1 гол. Крім того 2002 року захищав кольори другої збірної Норвегії. У складі цієї команди провів 1 матч.
25 травня 1999 року дебютував в офіційних іграх у складі національної збірної Норвегії в товариському матчі проти збірної Ямайки (6:0).
У складі збірної був учасником чемпіонату Європи 2000 року у Бельгії та Нідерландах, але в жодному матчі на турнірі він так і не зіграв. Останнім матчем за збірну була товариська гра 20 квітня 2005 року проти збірної Естонії. У підсумку Андерсен провів 38 матчів за збірну.

## Кар'єра тренера
Розпочав тренерську кар'єру на початку 2015 року, очоливши тренерський штаб клубу «Люн», де до того працював з юнацькою командою, проте того ж року покинув посаду.

## Титули і досягнення
- Володар Кубка Данії (1):

«Брондбю»: 2007–08
- Гравець року Норвезької Прем'єр-ліги: 1999[7]